# さいたま市営浦和球場

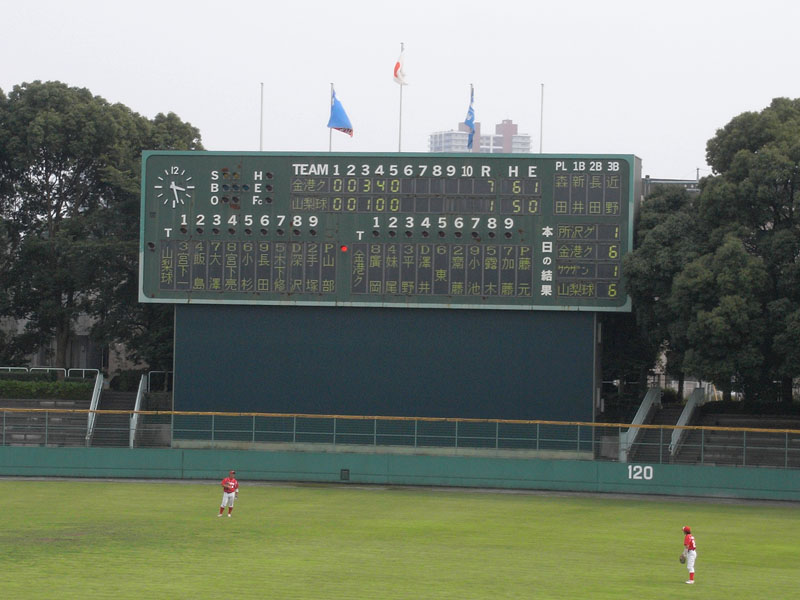
スコアボード

さいたま市営浦和球場（さいたましえい・うらわきゅうじょう）は、埼玉県さいたま市浦和区の浦和総合運動場内にある野球場。通称はアイル・スタジアム浦和（アイル・スタジアムうらわ）。
施設はさいたま市が所有し、アイル・コーポレーションが指定管理者として運営管理にあたっている。 なお、さいたま市の条例ではさいたま市浦和総合運動場野球場（さいたまし うらわそうごううんどうじょうやきゅうじょう）という名称とされており、市の資料などではこの名称で記述される場合もある。
本項では、市営浦和球場に隣接する一般競技場（軟式野球・ソフトボール場）についても取り上げる。

## 歴史
当時の浦和市が1950年に浦和総合運動場を着工、その中に市営球場として浦和市営球場（うらわしえいきゅうじょう）を建設し1954年8月に完成。以後、高校野球や草野球、少年野球などにも使用されている他、さいたま市近郊に合宿所を置く千葉ロッテマリーンズと東京ヤクルトスワローズが準本拠地的な位置づけでイースタン・リーグ（二軍）公式戦を開催している。現在の球場は1989年7月に完成した。
1954年結成された高橋ユニオンズの公式戦最後の試合となった1956年10月8日の毎日オリオンズとの試合もこの球場で執り行われた。（球団の消滅はキャンプ開催中の1957年2月で、形式上大映スターズへの統合だった）
2001年5月1日、浦和市が大宮市、与野市と合併しさいたま市となったことに伴い現名称となる。
市営浦和球場は住宅地の中にあるが一般利用でもよく利用されており、週末の稼働率は非常に高い。Jリーグ・浦和レッドダイヤモンズのホームスタジアムのひとつ、さいたま市駒場スタジアムがある駒場運動公園は球場から徒歩約15分のところにある。
なお千葉ロッテ主催のイースタン公式戦は、同市内の南区にあるロッテ浦和球場を本拠地として開催されている。市営浦和球場で開催される場合は、ロッテ浦和球場との区別のため日程表等には「市営浦和」もしくは「市浦和」と表記される。
2006年度よりアイル・コーポレーション株式会社が施設の指定管理者となっている。2010年には日本女子ソフトボールリーグの公式戦も行われた。2024年にさいたま市は当球場の命名権を導入し、ネーミングライツパートナーが指定管理者のアイル・コーポレーションとなったため、同年6月1日から通称が「アイル・スタジアム浦和」 （略称は「アイスタ浦和」） となった（期間は2027年3月末まで）。

## 施設概要
- グラウンド面積12,576m2
- 両翼93m、中堅120m
- 内野：土、外野：天然芝
- スコアボード：磁気反転式
- 収容人員：9,160人（メインスタンド4,870人、内野スタンド870人、外野スタンド3,415人）
- 照明・放送設備あり

## 一般競技場
- 軟式野球・ソフトボール場
- 両翼：83 m、中堅：84 m
- 内外野：クレー
- スコアボード：黒板
- 収容人数：ネット裏にベンチあり

## 交通
- JR京浜東北線・北浦和駅より徒歩15分
- 北浦和駅東口より浦和駅東口行きバス5分　総合グランド、元町一丁目下車（但し北浦和駅では日中、駅付近のバスターミナルより発着）